# Hydrotaea atrisquama
Hydrotaea atrisquama este o specie de muște din genul Hydrotaea, familia Muscidae, descrisă de Ringdahl în anul 1925. Conform Catalogue of Life specia Hydrotaea atrisquama nu are subspecii cunoscute.